# Bachorzew (osada leśna)
Bachorzew – osada leśna w Polsce położona w województwie wielkopolskim, w powiecie jarocińskim, w gminie Jarocin.
W latach 1975–1998 osada ta administracyjnie należała do województwa kaliskiego.